# سرطاق (أنزان الشرقي)
سرطاق (بالفارسية: سرطاق) هي قرية تقع في إيران في قسم أنزان الشرقي الريفي. يقدر عدد سكانها بـ 667 نسمة بحسب إحصاء 2016.